# Bogdanovec
Bogdanovec is een plaats in de gemeente Gornji Mihaljevec in de Kroatische provincie Međimurje. De plaats telt 145 inwoners (2001).